# Titularbistum Ceramussa
Ceramussa ist ein Titularbistum der römisch-katholischen Kirche.
Die in Nordafrika gelegene Stadt war ein alter römischer Bischofssitz, der im 7. Jahrhundert mit der islamischen Expansion unterging. Er lag in der römischen Provinz Numidien.
| Titularbischöfe von Ceramussa |                                     |                                                     |                 |                  |
| Nr.                           | Name                                | Amt                                                 | von             | bis              |
| 1                             | Joseph Schubert                     | Apostolischer Administrator von Bukarest (Rumänien) | 26. Juni 1950   | 4. April 1969    |
| 2                             | Augusto Aristizábal Ospina          | Weihbischof in Cali (Kolumbien)                     | 2. Juni 1969    | 29. Oktober 1977 |
| 3                             | Victor Manuel Maldonado Barreno OFM | Weihbischof in Guayaquil (Ecuador)                  | 2. Februar 1990 | 17. August 2025  |